# Hemitaurichthys
Hemitaurichthys es un género que engloba a cuatro especies de peces, todos ellos conocidos comúnmente como peces mariposa pirámide, nativos de los océanos Índico y Pacífico.

## Especies
El Registro Mundial de Especies Marinas y FishBase aceptan cuatro especies en el género:
- Hemitaurichthys multispinosus (Randall, 1975)
- Hemitaurichthys polylepis (Bleeker, 1857)
- Hemitaurichthys thompsoni (Fowler, 1923)
- Hemitaurichthys zoster (Bennett, 1831)